# Khu nghệ thuật đá Kondoa
Khu nghệ thuật đá Kondoa là một loạt các bức tranh cổ trong các bức tường của hang đá trú ẩn nằm gần Kondoa, trung tâm Tanzania. Trên các mặt đá dựng đứng có những bức tranh được chính quyền Tanzania cho là có khoảng 2.000 năm tuổi.
Khu nghệ thuật đá này được công nhận là di sản văn hoá thế giới kể từ năm 2006.